# غوستاف فوكس
غوستاف فوكس (بالألمانية: Gustav Fuchs)‏ هو سياسي ألماني، ولد في 2 يناير 1900 في Pfarrweisach ‏ في ألمانيا، وتوفي في 31 مارس 1969 في بامبرغ في ألمانيا. نشط حزبياً في الاتحاد الاجتماعي المسيحي. وقد انتخب عضو مجلس الشيوخ ولاية بافاريا وانتخب عمدة وانتخب عضو في البوندستاغ الألماني خلال فترته النيابية ‏ (7 سبتمبر 1949 – 7 سبتمبر 1953).